# Namíbia a 2020. évi nyári olimpiai játékokon
Namíbia a japán Tokióban megrendezett 2020. évi nyári olimpiai játékok egyik részt vevő nemzete volt. Az országot az olimpián 5 sportágban 11 sportoló képviselte, akik összesen 1 érmet szereztek.

## Érmesek
| Érem  | Versenyző       | Sportág  | Versenyszám |
| ----- | --------------- | -------- | ----------- |
| Ezüst | Christine Mboma | Atlétika | Női 200 m   |

## Atlétika
Férfi
| Versenyző             | Versenyszám | Döntő   | Döntő    |
| Versenyző             | Versenyszám | Idő     | Helyezés |
| --------------------- | ----------- | ------- | -------- |
| Tomas Hilifa Rainhold | Maraton     | 2:18:28 | 41.      |

Női
| Versenyző          | Versenyszám | Előfutam | Előfutam | Előfutam | Elődöntő | Elődöntő | Elődöntő | Döntő   | Döntő    |
| Versenyző          | Versenyszám | Idő      | Hely.    | Össz.    | Idő      | Hely.    | Össz.    | Idő     | Helyezés |
| ------------------ | ----------- | -------- | -------- | -------- | -------- | -------- | -------- | ------- | -------- |
| Beatrice Masilingi | 200 m       | 22,63    | 2.       | 10.      | 22,40    | 2.       | 8.       | 22,28   | 6.       |
| Christine Mboma    | 200 m       | 22,11    | 1.       | 1.       | 21,97    | 2.       | 2.       | 21,81   |          |
| Helalia Johannes   | Maraton     |          |          |          |          |          |          | 2:31:22 | 11.      |

## Evezés
Női
| Versenyző      | Versenyszám  | Előfutam | Előfutam | Vigaszág | Vigaszág | Negyeddöntő | Negyeddöntő | Elődöntő | Elődöntő | Elődöntő | Döntő | Döntő   | Döntő | Helyezés |
| Versenyző      | Versenyszám  | Idő      | Hely.    | Idő      | Hely.    | Idő         | Hely.       | Típus    | Idő      | Hely.    | Típus | Idő     | Hely. | Helyezés |
| -------------- | ------------ | -------- | -------- | -------- | -------- | ----------- | ----------- | -------- | -------- | -------- | ----- | ------- | ----- | -------- |
| Maike Diekmann | Egypárevezős | 7:56,37  | 3.       | erőnyerő | erőnyerő | 8:21,69     | 5.          | C/D      | 7:40,77  | 3.       | C     | 7:52,17 | 6.    | 18.      |

## Kerékpározás

### Hegyi-kerékpározás
| Versenyző        | Versenyszám        | Idő        | Helyezés |
| ---------------- | ------------------ | ---------- | -------- |
| Alex Miller      | Férfi terepverseny | 1:34:26    | 31.      |
| Michelle Vorster | Női terepverseny   | lekörözték | 36.      |

### Országúti kerékpározás
Férfi
| Versenyző        | Versenyszám   | Idő           | Helyezés      |
| ---------------- | ------------- | ------------- | ------------- |
| Tristan de Lange | Mezőnyverseny | nem ért célba | nem ért célba |

Női
| Versenyző   | Versenyszám   | Idő           | Helyezés      |
| ----------- | ------------- | ------------- | ------------- |
| Vera Looser | Mezőnyverseny | nem ért célba | nem ért célba |

## Ökölvívás
Férfi
| Versenyző   | Versenyszám | Selejtező         | Nyolcaddöntő              | Negyeddöntő       | Elődöntő          | Döntő             | Helyezés |
| Versenyző   | Versenyszám | Ellenfél Eredmény | Ellenfél Eredmény         | Ellenfél Eredmény | Ellenfél Eredmény | Ellenfél Eredmény | Helyezés |
| ----------- | ----------- | ----------------- | ------------------------- | ----------------- | ----------------- | ----------------- | -------- |
| Jonas Jonas | Könnyűsúly  | erőnyerő          | Harry Garside (AUS) · 0–5 | kiesett           | kiesett           | kiesett           | 9.       |

## Úszás
Férfi
| Versenyző       | Versenyszám      | Döntő     | Döntő    |
| Versenyző       | Versenyszám      | Idő       | Helyezés |
| --------------- | ---------------- | --------- | -------- |
| Phillip Seidler | 10 km nyílt vízi | 1:53:14,1 | 16.      |